# Blackbox Life Recorder 21f / In a Room7 F760
Albums de Aphex Twin
Collapse (EP)
(2018)
Singles
1. Blackbox Life Recorder 21f
Sortie : 21 juin 2023

Blackbox Life Recorder 21f / In a Room7 F760 est le quinzième EP de l'artiste de musique électronique britannique Richard D. James, sorti sous le pseudonyme d'Aphex Twin le 28 juillet 2023 sur Warp, précédé par la sortie du premier titre et single " Blackbox Life Recorder 21f " le 21 juin 2023. L'EP contient quatre titres, dont un " Parallax mix " alternatif de " Blackbox Life Recorder 21f " en dernière piste.

## Contexte
L'EP a été annoncé pour la première fois lors de la performance d'Aphex Twin au Sonar 2023, ainsi que sur des affiches avec des codes QR disséminées dans tout Los Angeles le 20 juin 2023, qui, une fois scannées, amenaient les fans à une application appelée YXBoZXh0d2lu, qui diffusait la musique d'Aphex Twin sur des visuels. L'EP a été annoncé en même temps que la sortie du single "Blackbox Life Recorder 21f" le 21 juin 2023,.

## Réception critique
Blackbox Life Recorder 21f / In a Room7 F760 a reçu un score de 79 sur 100 sur l'agrégateur de critiques Metacritic sur la base de six critiques, indiquant une réception "généralement favorable". Guy Oddy de The Arts Desk a écrit que l'EP « reste dans le territoire longtemps balisé de James d'une l'écoute électronique malaisante mais inventive et innovante », notant le "drone cinématique" de "Blackbox Life Recorder 21f", le "breakbeat ambiant" de "Zin2 Test5", le son "plus vivant et plus lourd" de "In a Room7 F760", et le Parallax mix de "Blackbox" pour être "particulièrement claustrophobique avec une atmosphère crasseuse". Paul Simpson de AllMusic a remarqué que "alors qu'on avait l'impression que le musicien vétéran poussait son son vers l'avant sur Collapse, il reste ici essentiellement dans sa zone de confort" et que l'EP "ne change pas la donne, mais il porte suffisamment la personnalité unique d'Aphex Twin pour en valoir la peine".
Philip Sherburne de Pitchfork a déclaré que l'EP " pourrait sembler relativement modeste " mais a décrit ses morceaux comme " grands, meurtrissants et percutants " et a trouvé qu'ils partageaient " une certaine humeur impénétrable ". Daryl Keating d'Exclaim! l'a qualifié de " tungstène solide tout du long " et a écrit qu'il " sonnait tout simplement fantastique ". Keating a qualifié "Blackbox Life Recorder 21f" de "classe de maître absolue en matière de percussions" et les trois autres morceaux de "pure IDM bizarre".
Todd Gilchrist de Variety a qualifié l'EP de "décevant et léger [...] mais son arrivée est un réconfort, offrant des sons qui sonneront familiers aux fans de longue date - et pour tous les autres, un test de Rorschach atmosphérique, tour à tour primitif et futuriste, beau et menaçant, propulsif et éthéré".

## Liste des morceaux
| Blackbox Life Recorder 21f / In a Room7 F760 | Blackbox Life Recorder 21f / In a Room7 F760 | Blackbox Life Recorder 21f / In a Room7 F760 | Blackbox Life Recorder 21f / In a Room7 F760 | Blackbox Life Recorder 21f / In a Room7 F760 | Blackbox Life Recorder 21f / In a Room7 F760 | Blackbox Life Recorder 21f / In a Room7 F760 | Blackbox Life Recorder 21f / In a Room7 F760 | Blackbox Life Recorder 21f / In a Room7 F760 | Blackbox Life Recorder 21f / In a Room7 F760 |
| No                                           | Titre                                        | Durée                                        |                                              |                                              |                                              |                                              |                                              |                                              |                                              |
| -------------------------------------------- | -------------------------------------------- | -------------------------------------------- | -------------------------------------------- | -------------------------------------------- | -------------------------------------------- | -------------------------------------------- | -------------------------------------------- | -------------------------------------------- | -------------------------------------------- |
| 1.                                           | Blackbox Life Recorder 21f                   | 4:26                                         |                                              |                                              |                                              |                                              |                                              |                                              |                                              |
| 2.                                           | Zin2 Test5                                   | 2:39                                         |                                              |                                              |                                              |                                              |                                              |                                              |                                              |
| 3.                                           | In a Room7 F760                              | 3:53                                         |                                              |                                              |                                              |                                              |                                              |                                              |                                              |
| 4.                                           | Blackbox Life Recorder 22 (Parallax mix)     | 3:32                                         |                                              |                                              |                                              |                                              |                                              |                                              |                                              |
| 14:30                                        |                                              |                                              |                                              |                                              |                                              |                                              |                                              |                                              |                                              |

Le jour de la sortie, quatre pistes supplémentaires ont été mis en ligne sur la boutique Aphex Twin avec la note "BBLR [driven harder] Exact same 4 trax but processed/mastered differently by afx with specialist analogue h/w  [sic]". Le 3 août, une autre piste "M12 6 omc zeq" a été téléchargée.
| aphextwin.warp.net morceaux exclusifs | aphextwin.warp.net morceaux exclusifs              | aphextwin.warp.net morceaux exclusifs | aphextwin.warp.net morceaux exclusifs | aphextwin.warp.net morceaux exclusifs | aphextwin.warp.net morceaux exclusifs | aphextwin.warp.net morceaux exclusifs | aphextwin.warp.net morceaux exclusifs | aphextwin.warp.net morceaux exclusifs | aphextwin.warp.net morceaux exclusifs |
| No                                    | Titre                                              | Durée                                 |                                       |                                       |                                       |                                       |                                       |                                       |                                       |
| ------------------------------------- | -------------------------------------------------- | ------------------------------------- | ------------------------------------- | ------------------------------------- | ------------------------------------- | ------------------------------------- | ------------------------------------- | ------------------------------------- | ------------------------------------- |
| 5.                                    | Blackbox Life Recorder 21f 760 omc                 | 4:31                                  |                                       |                                       |                                       |                                       |                                       |                                       |                                       |
| 6.                                    | Zin2 Test5 omc ma2                                 | 2:39                                  |                                       |                                       |                                       |                                       |                                       |                                       |                                       |
| 7.                                    | In a Room7 F760 omc s                              | 3:50                                  |                                       |                                       |                                       |                                       |                                       |                                       |                                       |
| 8.                                    | Blackbox Life Recorder 22 Parallax mix 760 omc ma2 | 3:33                                  |                                       |                                       |                                       |                                       |                                       |                                       |                                       |
| 9.                                    | M12 6 omc zeq                                      | 5:59                                  |                                       |                                       |                                       |                                       |                                       |                                       |                                       |
| 35:02                                 |                                                    |                                       |                                       |                                       |                                       |                                       |                                       |                                       |                                       |